# Piper sogerense
Piper sogerense är en pepparväxtart som beskrevs av Spencer Le Marchant Moore. Piper sogerense ingår i släktet Piper och familjen pepparväxter. Inga underarter finns listade i Catalogue of Life.